# زهراء بهرامي
زهراء بهرامي (بالفارسية: زهرا بهرامی) (مواليد 25 يناير 1965 – وفاة: 29 يناير 2011) واسمها السابق: زهراء محرابي (بالفارسية: زهرا محرابی)؛ مواطنة إيرانية-هولندية، أُعدمت في إيران بعد إدانتها من قِبل محكمة الثورة الإسلامية بتهمة تهريب المخدرات وشكلت قضيتها جدلًا اجتماعيًا واسعًا.
اعتقلت في ديسمبر كانون الأول 2009 لمشاركتها في احتجاجات عاشوراء ووجهت إليها تهم جنائية تتعلق بالأمن القومي إلى جانب كونها عضوًا في جمعية المملكة الإيرانية . لكن بحسب القضاء الإيراني، كشف تفتيش لاحق لمنزلها عن 450 منزلًا غرام من الكوكايين 420 غرام من الأفيون والعديد من جوازات السفر المزورة بعد ذلك، اتهمها ممثلو الادعاء في طهران بالاتجار بالمخدرات وكونها عضوًا في شبكة دولية لتهريب المخدرات، وحُكم عليها بالإعدام.
احتجاجًا على إعدامها، جمّدت وزارة الخارجية الهولندية مؤقتًا الاتصالات الدبلوماسية مع إيران، لكنها استؤنفت في 18 فبراير 2011.

## السيرة
ولدت بهرامي في طهران وانتقلت فيما بعد إلى هولندا ومُنحت الجنسية الهولندية مع احتفاظها بجنسيتها الإيرانية. عملت كراقصة محترفة وكانت مقيمة في لندن.

## اعتقالها
في عام 2009 سافرت بهرامي من هولندا إلى إيران، بغرض زيارة أحد أطفالها، وأثناء مشاركتها في احتجاجات عاشوراء في الانتخابات الإيرانية لعام 2009 في 27 ديسمبر 2009، تم اعتقالها واحتجازها في سجن إيفين بطهران . قال المدّعون الإيرانيون في البداية إنها تنتمي إلى جمعية مملكة إيران المسلحة، واتهموها بإنشاء منظمة مناهضة للنظام ونشر الدعاية المعادية له، ومع ذلك لم تثبت صحة تلك الروايات، وتم إطلاق سراح معظم المتظاهرين الآخرين في الأيام التالية. نظرًا للطريقتين المختلفتين في نطق اسمها؛ إذ أنه كُتب في أحد جوازات سفرها زهرة بهرامي، بينما تهجئة الاسم هي صحراء بهرامي، لم تتمكن وزارة الخارجية في البداية من تأكيد ما إذا كانت مواطنة هولندية أم لا، وتمكنت من تأكيد ذلك بحلول يوليو 2010، وبسبب عدم اعتراف إيران بالجنسية المزدوجة، لم تسمح إيران للقنصلية الهولندية بتقديم المساعدة القانونية لها.
اتهمها ممثلو الادعاء في طهران زهراء بارتكاب جريمة الاتجار بالمخدرات، وذكر المدعون أن شرطة مكافحة المخدرات كشفت 450 غرام (16 أونصة) من الكوكايين و 420 غرام (15 أونصة) من الأفيون خلال غارة على منزلها، وخلال مقابلة إعلامية، وضحت ابنتها أن التهم ملفقة لأن بهرامي «لم تدخن السجائر حتى».
تولت محامية حقوق الإنسان البارزة نسرين ستوده الدفاع عن بهرامي ومع ذلك ففي 28 أغسطس 2010، تمت مداهمة مكتب ستودة ولم يتضح ما إذا كانت المداهمة لها علاقة بقضية بهرامي أو بأنشطة سوتوده الأخرى في مجال حقوق الإنسان. تم القبض على ستودة نفسها بعد ذلك بأيام، وسُجنت أيضًا في إيفين.

## الإعدام
بعد رفض استئنافها أمام المحكمة العليا الإيرانية، أُعدمت بهرامي شنقًا في 29 يناير 2011 (الساعة 5 صباحًا) في غرفة الإعدام في سجن إيفين، وبذلك أصبحت هي الشخص رقم 66 اممن نُفذت فيهم عقوبة الإعدام في إيران عام 2011. وقال محاميها إنها صُدمت من تنفيذ حكم الإعدام في تهمة مخدرات حتى قبل الانتهاء من التحقيق في التهم الأمنية ضدها.

### ردود الفعل
احتجاجًا على إعدامها، جمّدت الحكومة الهولندية الاتصال بالحكومة الإيرانية وصرح وزير الخارجية الهولندي اوري روزنثال انه «صدم، من قام بهذا العمل من قبل نظام بربري». لم يتم الاتصال بمحامي السيدة بهرامي من قبل مسؤولين من السفارة الهولندية في طهران حتى أسبوعين قبل صدور الحكم لأن هولندا تقدم فقط الدعم المالي والقانوني في قضايا من هذا النوع إذا تم النطق بالحكم رسميًا  كما احتجت الحملة الدولية لحقوق الإنسان في إيران على إعدامها  استؤنفت العلاقات الدبلوماسية الهولندية الإيرانية في 18 فبراير 2011.